# Бой с петли, № 2 (филм, 1894)
"Бой с петли, № 2" (на английски: Cock Fight, No 2) е американски късометражен ням филм от 1894 година на режисьорите Уилям Кенеди Диксън и Уилям Хейс с участието на Хенри Уелтън, заснет в студиото Блек Мария при лабораториите на Томас Едисън в Ню Джърси.

## Сюжет
Лентата показва два петела, които се бият в клетка, а на заден план се виждат двама мъже, които ги гледат. Мъжете решават да направят залог за изхода от двубоя. Единият от тях показва парите си на другия, който същевременно коментира битката.

## В ролите
- Хенри Уелтън[3]